# Maria Wiłun
Maria Wiłun (ur. 15 września 1943 w Grójcu) – polska kostiumograf.
Absolwentka Akademii Sztuk Pięknych w Warszawie. Nominowana do Polskiej Nagrody Filmowej, Orzeł w 2001 za kostiumy do filmu Syzyfowe prace.

## Filmografia
filmy fabularne:
- Lekcja martwego języka (1979)
- Pensja Pani Latter (1982)
- Oko proroka (1982)
- Niedzielne igraszki (1983)
- Przeklęte oko proroka (1984)
- Kobieta w kapeluszu (1984)
- Kronika wypadków miłosnych (1985)
- Anioł w szafie (1987)
- Superwizja (1990)
- Wielka wsypa (1992)
- 1968. Szczęśliwego Nowego Roku (1992)
- Pułkownik Kwiatkowski (1995)
- Nic śmiesznego (1995)
- Syzyfowe prace (2000)
- Szatan z siódmej klasy (2006)

seriale fabularne:
- Życie na gorąco (1978)
- Komediantka (1987)
- 40-latek. 20 lat później (1993)
- Sława i chwała (1987)
- Syzyfowe prace (1998)
- Tygrysy Europy (1999)
- Szatan z siódmej klasy (2006)